# Col de la Porte
Col de la Porte is een bergpas en wielerklim in Frankrijk. De top ligt op 1068 m. De pas ligt tussen de plaatsen Lucéram en Lantosque.
De pas maakt vaak deel uit van wielerwedstrijden, zoals de wielerklassieker Parijs-Nice.